# Condroma
Il condroma è un tumore benigno producente cartilagine ialina.

## Epidemiologia
Colpisce generalmente soggetti tra i 20 e i 50 anni.

## Classificazione
Si può definire:
- encondroma se insorge profondamente all'osso, verso il canale midollare;
- eccondroma, condroma iuxtamidollare o condroma sottocorticale se si localizza sulla superficie dell'osso.

## Anatomia patologica
Insorge generalmente nelle ossa lunghe, prevalentemente delle mani e dei piedi, diafisi delle falangi, dei metacarpi e dei metatarsi.
Tumori di questo tipo possono essere multipli, in particolare nella sindrome di Ollier (caratterizzata da condromi multipli) o in quella di Maffucci (caratterizzata da encondromi multipli associati ad emangiomi delle parti molli). La cartilagine può andare incontro ad ossificazione.
I condromi sono tumori dall'aspetto generalmente benigno; quelli multipli possono avere aspetto più atipico ed essere confusi con condrosarcomi. Solitamente sono noduli di 3 cm o meno di dimensione massima.

## Clinica e diagnostica
Generalmente sono asintomatici e vengono diagnosticati casualmente a seguito di una radiografia eseguita per altri motivi. Ai raggi X vengono riconosciuti per il tipico aspetto ad "anello", costituito da aree radiotrasparenti, ben definite, circondate da un sottile orletto di osteosclerosi reattiva. Solo raramente vanno incontro a trasformazione maligna. Tali tumori rendono più sottile e fragile la parete ossea.

## Trattamento
Vengono rimossi per via chirurgica.